# マルチバルブ

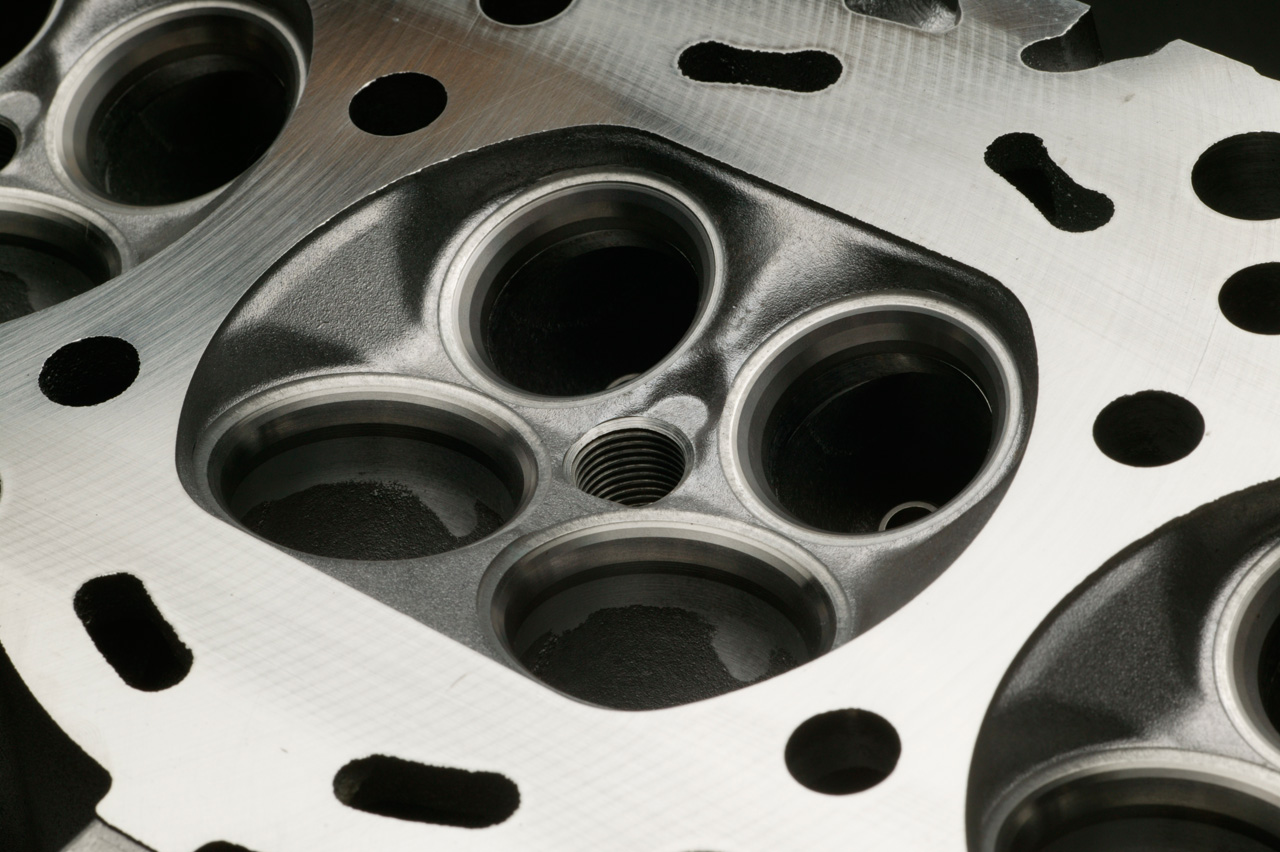
4バルブのシリンダーヘッド
（日産・VQエンジン）

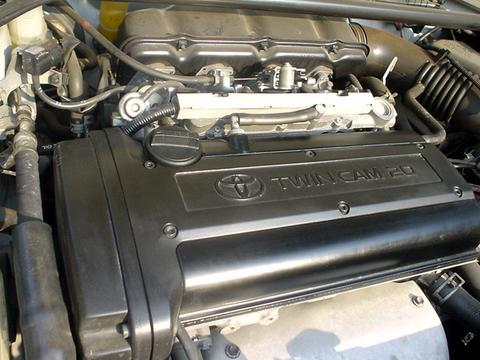
トヨタ・4A-GE（5バルブ）

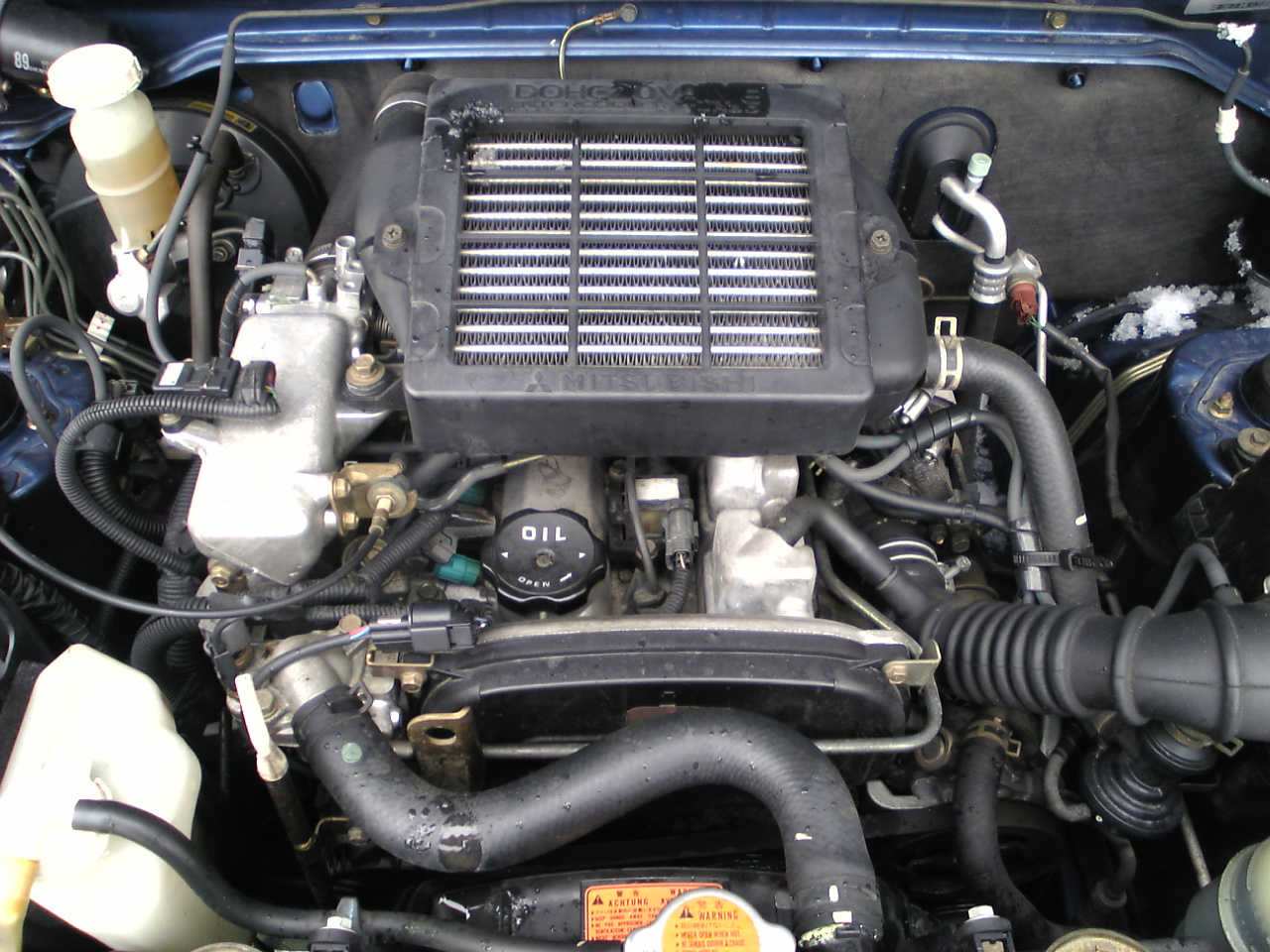
三菱・4A30（5バルブ）

マルチバルブ（英語: Multi-valve）は、4ストロークエンジンの動弁機構において、1気筒あたりに3個以上のポペットバルブを用いるものを指す。近年の自動車用エンジンでは、吸気および排気にバルブを2個ずつ設けた4バルブ形式が主流となっている。
2ストロークエンジンでは事情が異なり、ユニフロー掃気ディーゼルエンジンでは、マルチバルブでも頭上の4弁すべてが排気バルブである。

## 概要
レシプロエンジンの高出力化には、高回転化、摺動抵抗の低減、吸排気効率の改善などが図られる。体積効率の向上にはポペットバルブの大径化も有益だが、動弁系の慣性質量が増大するとバルブサージングが起きやすくなって高回転化の妨げとなるうえ、密封性の低下や、拡大されたバルブ径のせいで点火プラグが燃焼室の中心から追いやられるなどの問題を生じる。そのため1910年代後半以降は、特に大出力が追求される航空機用やレーシングカー用のエンジンにおいて、従来の吸気側および排気側に1個ずつバルブを設ける2バルブ形式に代わって、3個以上のバルブを設けようとする試み（マルチバルブ化）が行われてきた。
マルチバルブでは2バルブ形式に比べてバルブの有効開口面積が広がり、バルブリフト量が少なく済むため、ショートストローク化と併せて高回転化が可能になる。同様にバルブ径が抑えられるため、バルブ挟み角の縮小も可能となる。その反面、構造が複雑化して部品点数が増える、適合するボア径や回転域が限られるといった点がデメリットである。
吸排気を共に2バルブとした4バルブの場合、同じ働きのバルブ同士を平行に配置でき、カムやロッカーアームも数こそ倍になるものの特別なものは必要なく、気筒休止やバルブ休止機構の追加も容易である。また、点火プラグを理想的な位置である燃焼室上部の中央に配置することと相性が良く、燃焼室の形状も理想である半球型に近づけることができるため、4バルブとした形態が最もオーソドックスであり、レース用エンジンなどコンベンショナルな構成を旨とするようなエンジンをはじめとして、専ら4バルブの採用が多い。
市販車では最多で5バルブ（下記参照）のものが市販化されている。しかし、4バルブに比べて燃焼室形状が扁平で表面積の広い多球状にならざるを得ないため、熱損失が増す、火炎伝播が良くないなどの問題点がある。中でもポート形状の不統一から吸気が乱流になり、気筒内にタンブル流（縦の渦流）を作りにくく、燃焼制御の妨げになる事が忌避された。これらの理由により、市販車では製造コスト増に見合う効果が得られにくいと判断された結果、現在では高性能エンジンも含めて4バルブ+ペントルーフ型燃焼室が主流となっている。
4バルブエンジンの吸気側2バルブを大小に分けたものもあり、同じ径のバルブを2本用いるよりもバルブ面積を大きくできる場合があり、吸気効率が改善される一方、部品の種類が増えてコスト増となる。
一方で、新設計のエンジンであっても、ホンダのようにコスト重視のエンジンでは4バルブを用いず、より摩擦や熱損失の少ない2バルブを採用している例もある。
排出ガス対策の一環などで燃焼効率を改善させるため、吸気2バルブ、排気1バルブという変則的なバルブレイアウト（3バルブ）のエンジン（トヨタ・2E型/3E型エンジン、日産・GA15S型/GA15E型エンジン、日産・KA24E型エンジン、ごく一部の日産・RD28型ディーゼルエンジン、ホンダ・ES型エンジン、一部の三菱・4G13型/4G15型エンジン、一部のスバル・EK23型エンジン、ベンツ・M112型エンジン等）も存在した。

## 歴史
1912年にプジョーがレーシングカーで気筒あたり4バルブを用いたのが最初とされる。その後、航空機用エンジンの空冷星型エンジンでは2バルブ、水冷V型エンジンでは4バルブが用いられた。しかしながら自動車用エンジンとしては一部の例外を除いて、レース用であっても2バルブが主流の時期が長く続いた。
1960年代に入り、ホンダがロードレース世界選手権での経験を活かし、F1に4バルブを持ち込んだ。その後、DFVエンジンの成功もあって、レース用高性能エンジンとしてのマルチバルブ（4バルブ）が定着する。1980年代後半からは、トヨタのハイメカツインカムを発端として、市販自動車においてもDOHCと共に4バルブが普及した。
ホンダでは1970年代末より入交昭一郎らのチームが、4バルブ1プラグの2つの気筒を1つに繋いだような、小判型長円状のシリンダーおよびピストンを持つ、1気筒あたり8バルブ・2プラグ・2コンロッドを備える楕円ピストンエンジンの開発に取り組んだ。これを搭載したNRがロードレース世界選手権などに参戦したが、目立った成績は残せなかった。この楕円ピストンエンジンはホンダが関連特許を固めてしまったため、ライバルのヤマハ発動機は通常の円筒シリンダーのままで超多弁化する基礎研究に着手した。1気筒あたり7バルブ・2プラグまで試作した結果、5バルブ・1プラグ前傾直列4気筒の画期的なコンセプトを持つFZ750を1985年に市販化した。その改造車が同年の鈴鹿8時間耐久ロードレースで圧倒的な優速を見せた後、その他のレースでも活躍した。また、ヤマハは同機構をF2、F1エンジン、モトクロスマシン、ロードレース世界選手権マシンなどにも採用し、優れた実績を残した。
ヤマハの躍進が契機となって5バルブ形式が一躍脚光を浴び、1980年代後半から1990年代中頃にかけて一部でブームが起きた。日本国内市場では1989年に、三菱・ミニカのホッテストモデル“ダンガン-ZZ”に量産四輪車としては初の5バルブ形式となる3G81型が採用された。その後、1991年以降に登場したトヨタのカローラシリーズをはじめとして、それらのスポーツグレードに搭載された4A-GE型にも採用された。

## 市販された5バルブエンジン

### 自動車
トヨタ自動車
- 4A-GE型
  - カローラ（AE101/AE111）
    - カローラツーリングワゴン
    - カローラレビン
    - カローラFX
    - カローラセレス

  - スプリンター（AE101/AE111）
    - スプリンタートレノ
    - スプリンターマリノ
    - スプリンターカリブ

  - カリーナ（AT210）

三菱自動車工業
- 3G81/3G83型
  - ミニカ（3G81/3G83）
  - ブラボー（3G83）
- 4A30型
  - ミニカ
  - パジェロミニ
  - トッポBJ
  - ブラボー
  - タウンボックス

アウディ
- A3/S3（8L）
- A4/S4/RS4（B5、B6、B7）
- A6/S6/RS6（C4、C5）
- A8/S8（D2、D3）
- TT（8N）

フォルクスワーゲン
- ポロGTI（9N）
- ゴルフ（1J）
- パサート（B5、B5.5）
- トゥアレグ（7L）

フェラーリ
- F355
- 360モデナ
- F50

その他
- ブガッティ・EB110
- ジオット・キャスピタ
- ヤマハ・OX99-11
- ヤマハ、フェラーリもF1に3.5L V型12気筒エンジンを投入していた[注釈 10]。
- トヨタは、SWC用Gr.Cに3.5L V型10気筒エンジン（RV10）を投入していた。

### 二輪車
開発元のヤマハ発動機が積極的に商品展開していた。
直列4気筒
- FZ750
- FZX750
- FZR750
- FZR1000
- GTS1000/A
- YZF750SP
- YZF1000R
- YZF-R1（2007年モデルより4バルブ化）
- FZ1

直列2気筒
- XTZ750スーパーテネレ
- TDM850/900
- TRX850

単気筒
- XTZ660テネレ、SZR660
- グリズリー
- ラプター
- YFZ450R